# Caddella croeseri
Caddella croeseri is een hooiwagen uit de familie Caddidae. De wetenschappelijke naam van Caddella croeseri gaat terug op W. Starega.